# Sandling
Il monte Sandling, alto e isolato, si trova a 1.717 m sul livello del mare, vicino a Bad Aussee, una cittadina termale, situato al confine tra il gruppo del Salzkammergut, il Totes Gebirge e il gruppo dei monti del Dachstein. La catena montuosa si trova nell'Ausseerland nella regione stiriana del Salzkammergut , proprio al confine con l'Alta Austria, e contiene i più grandi giacimenti di sale dell'Austria.

## Origine del toponimo
Ad Altaussee, il monte Sandling viene spesso chiamato semplicemente “Soizbärig” (=montagna di sale) o “Bärig” (=montagna), il che riflette la sua importanza economica storica per la località.

## Frana
Nella notte tra il 12 e il 13 settembre 1920 si verificò un'enorme frana sul monte Sandling. La Torre Sandling, alta circa 1.700 m, sulla parete ovest crollò. Gli oltre sei milioni di metri cubi di calcare del pinnacolo roccioso sepolsero parti della malga Vordere Sandlingalm.  La forte deformabilità della cupola salina porta ancor oggi a ripetute tensioni e fratture negli strati calcarei sovrastanti.

## Le miniere di sale

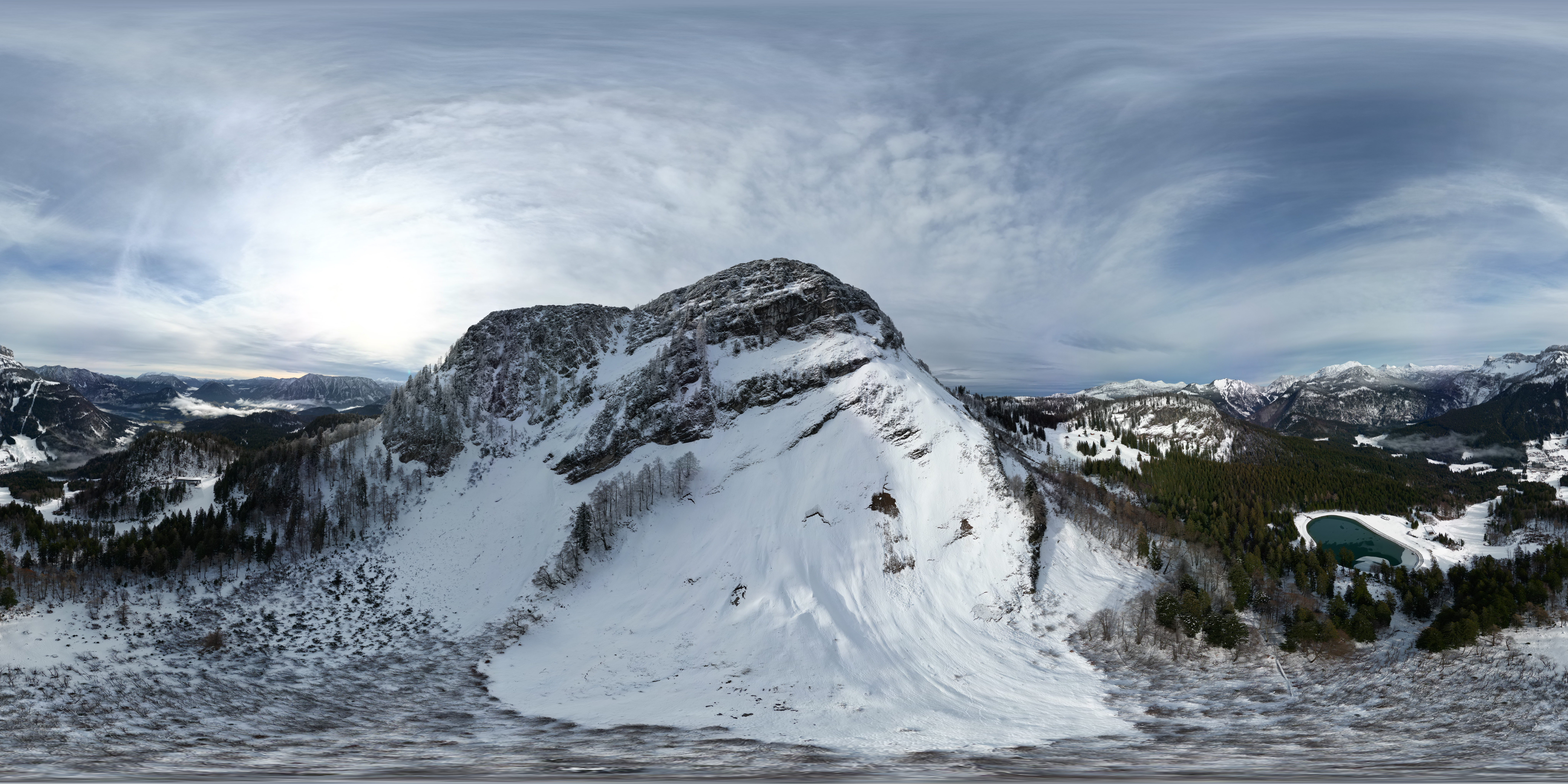

Nel 1993 sul versante meridionale della montagna, a 1000 m sopra il livello del mare, fu scoperto un insediamento romano (Michlhallberg) del II-IV secolo d.C. Si sospetta che già lì avvenisse l'estrazione della salgemma da parte degli antichi romani. 
Il sale, l'oro bianco, viene estratto dalle miniere di Sandling sicuramente fin dall'Alto Medioevo. Ancora oggi le colline dell'Altaussee contengono le più grandi riserve di sale dell'Austria e un grande impianto di lavorazione del sale si trova appena fuori Bad Ischl. I vecchi pozzi all'interno della montagna possono essere visitati durante i tour Saltzwelten. Salzwelten ha tre filiali a Hallstatt, Hallein vicino a Salisburgo e ad Altaussee dove i visitatori vengono introdotti alla storia e al presente dell'estrazione del sale.
Ogni miniera è diversa: Hallstatt è probabilmente la più turistica e conosciuta per i suoi giri in tram minerario, a Hallein si può andare in barca sul lago salato e ad Altaussee c'è la cappella di santa Barbara. C'è un lago di Santa Barbara costruito interamente di blocchi di sale rossastro, un lago sotterraneo con uno spettacolo di luci e musica e una mostra su eventi accaduti prima della fine della Seconda Guerra Mondiale e che nulla hanno a che fare con il sale.
Adolf Hitler, grande amante dell'arte antica, voleva raccogliere il bottino di guerra, opere d'arte saccheggiate da musei e collezioni private di tutta Europa, nel Führermuseum costruito a Linz. Dopo che gli Alleati iniziarono a bombardare le città tedesche e austriache nel 1943, fu dato ordine di spostare sottoterra dipinti, sculture e altri oggetti d'arte. Negli ultimi due anni di guerra, tra il 1943 e il 1945, i nazisti portarono nella miniera di sale di Altaussee più di 7.000 opere di incalcolabile valore, tra cui la Dama con l'ermellino di Leonardo da Vinci, la Madonna di Bruges di Michelangelo e dipinti di Rubens e Rembrandt.
Quando nel 1945 divenne chiaro che la Germania avrebbe perso la guerra, Hitler decise che le opere d'arte sarebbero state distrutte piuttosto che cadere nelle mani degli Alleati. Grandi bombe antiaeree furono portate nella miniera in casse di legno contrassegnate con "Attenzione marmo, Non scuotere" e la miniera doveva essere fatta saltare in aria. Fortunatamente, grazie alla vigilanza e al coraggio dei dipendenti della miniera, ciò non è accaduto. Negli ultimi giorni di guerra i soldati tedeschi furono sopraffatti e la miniera e le opere d’arte furono salvate. La potente storia ha ispirato scrittori e Hollywood ne ha fatto un film, "Monuments Men" (2014), con George Clooney e Matt Damon.
Come ultima attrazione di Bad Aussee è il ponte "Mercedes Brücke". Si tratta di una struttura a forma di stella a tre punte della Mercedes, che ha un diametro di 27 metri, ed è la più grande esposizione dello stemma Mercedes al mondo. Il ponte è stato completato nel 2005 con il contributo delle filiali austriaca e svizzera di DaimlerChrysler/Mercedes-Benz e, come la stella a tre punte Mercedes, dovrebbe simboleggiare il collegamento tra terra, acqua e aria.

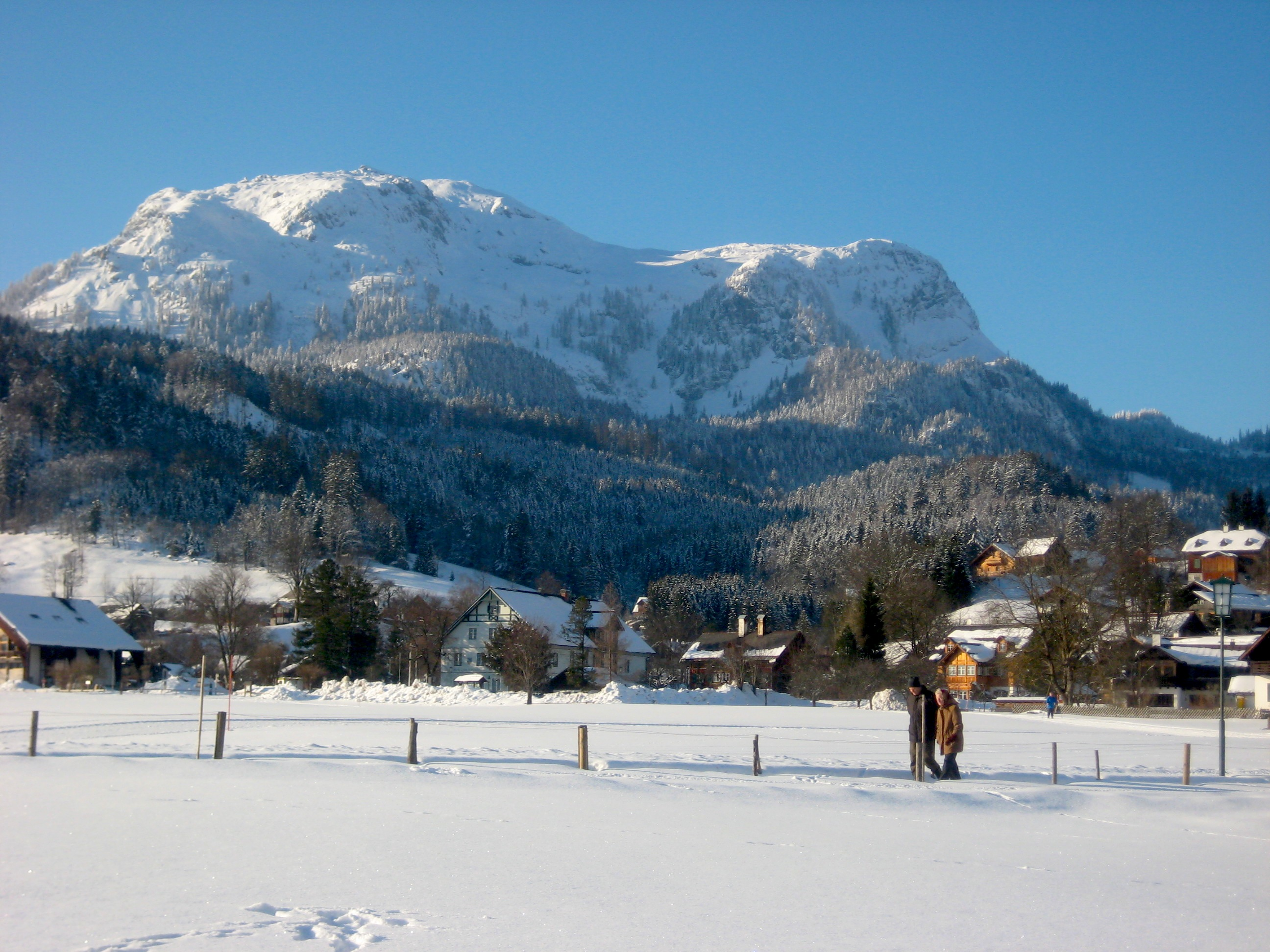

## Avvicinamenti e sentieri escursionistici
- Da Steinberg (942 m), accesso per i visitatori alla miniera di sale, il sentiero segnalato n° 252 conduce a nord-ovest fino alla malga Ausseer Sandlingalm, dove si unisce al sentiero escursionistico 201 ( Nordalpenweg e Via Alpina ) in direzione Lambacher Hütte . Presso la sella a 1340 m circa, che a nord confina con il Sandling, si dirama a sinistra il sentiero segnalato n° 251 che conduce a sud fino alla vetta. Tempo di percorrenza circa due ore e mezza.
- Dalla Blaa-Alm (894 m) il sentiero segnalato n° 201 conduce a sud-ovest oltre la Ausseer Sandlingalm in direzione Lambacher Hütte. Presso la sella a 1340 m circa, che a nord confina con il Sandling, si dirama a sinistra il sentiero segnalato n° 251 che conduce a sud fino alla vetta. Tempo di percorrenza circa due ore e mezza.
- Dalla Vordere Sandlingalm (1335 m) si diparte dal sentiero escursionistico n° 201 un sentiero che, in parte assicurato con corde, conduce ripido sopra il fianco occidentale della montagna fino alla vetta. Tempo di percorrenza circa un'ora.
- Partendo da Altaussee si può fare il giro della montagna in circa cinque ore.

Ai piedi della montagna si trova un vasto pascolo alpino con la malga Vordere Sandlingalm e la malga Ausseer Sandlingalm.